# Sam's Town
Sam's Town este al doilea album al trupei americane de rock alternativ The Killers, lansat pe data de 2 octombrie 2006 în Marea Britanie și pe 3 octombrie 2006 în Statele Unite ale Americii. A atins locul 1 în Irlanda, Noua Zeelandă și Marea Britanie, locul 2 în SUA și Australia și locul 5 în Germania. A primit de patru ori Discul de Platină în Marea Britanie.
Referitor la album, vocalistul Brandon Flowers declara că a vrut să creeze un album care „să surprindă, în ordine cronologică, toate evenimentele importante care m-au adus în poziția în care mă aflu astăzi.”
Ca un fapt interesant, în bookletul CD-ului, coproducătorul albumului, Flood, apare îmbrăcat ca un nativ american (indian).

## Lista melodiilor
1. „Sam's Town” (Flowers) - 4:06
2. „Enterlude” (Flowers) - 0:50
3. „When You Were Young” (Flowers, Keuning, Stoermer, Vannucci) - 3:40
4. „Bling (Confession of a King)” (Flowers, Stoermer) - 4:08
5. „For Reasons Unknown” (Flowers) - 3:32
6. „Read My Mind” (Flowers, Keuning, Stoermer) - 4:06
7. „Uncle Jonny” (Flowers, Keuning, Stoermer) - 4:25
8. „Bones” (Flowers, Stoermer, Vannucci) - 3:47
9. „My List” (Flowers) - 4:08
10. „This River Is Wild” (Flowers, Stoermer) - 4:38
11. „Why Do I Keep Counting?” (Flowers) - 4:24
12. „Exitlude” (Flowers) - 2:29

### Melodii bonus
1. „Where the White Boys Dance” - 3:26
2. „All the Pretty Faces” - 4:45
3. „Daddy's Eyes” - 4:13
4. „When You Were Young (Jacques Lu Cont's Thin White Duke Mix)” - 4:19

### Bonus DVD
1. „When You Were Young Video (Jump Version)”
2. „When You Were Young Video (No Jump Version)”
3. Making Of „When You Were Young”

## Lirică și stiluri abordate
Albumul (al cărui nume provine de la un hotel-cazino din Las Vegas, Sam's Town Hotel and Gambling Hall) conține 12 piese, incluzând aici „Enterlude” și „Exitlude”, a doua și a douăsprezecea piesă, care sunt mai scurte decât celelalte, și care au aceeași linie melodică, reprezentând un „bun venit” și un „bun rămas”: We hope you enjoy your stay, it's good to have you with us, even if it's just for the day, cântă Flowers în scurtul „Enterlude” (Sperăm că vă veți bucura de vizita voastră, e plăcut să vă avem aici, chiar dacă e doar pentru o zi). Aceste versuri se repetă în ultimul cântec, în „Exitlude”, dar cu timpul verbal schimbat: We hope you enjoyed your stay... (Sperăm că v-ați bucurat de vizita voastră...)
În piesa de deschidere (cea care dă și titlul albumului de altfel), Flowers face o scurtă descriere a parcursului vieții sale, începând cu Las Vegas, orașul copilăriei sale (Nobody ever had a dream 'round here - Nimeni nu a visat vreodată pe-aici) și terminând cu Londra, orașul care l-a fascinat încă din copilărie (I see London, I see Sam's Town). „When You Were Young” trădează educația în spirit religios primită de solistul trupei, un lucru pe care el însuși îl recunoaște de altfel, declarând: „Și pe primul album, Hot Fuss, a inspirat cântece precum 'All These Things That I've Done'. Pe single-ul 'When You Were Young', există un vers în care cânt, 'He doesn't look a thing like Jesus.' Este vorba de creșterea în spiritul unei religii în care Iisus e considerat un salvator și de asemenea de realizarea faptului că și oamenii pot juca acest rol, indiferent că e vorba de soția ta, de cel mai bun prieten al tău, sau de vecinul de alături.”.
De la religie la seducție („Bones”) și de la droguri („Uncle Jonny”) la o schimbare neînțeleasă în sentimentele pentru cineva sau ceva („For Reasons Unknown”), temele melodiilor de pe Sam's Town sunt de o diversitate vădit mai mare decât acelea de pe Hot Fuss.
Și din punct de vedere instrumental se simte diferența, însă aceasta pare a fi în favoarea primului album, de pe Sam's Town lipsind în mare parte energia pe care o deținuse Hot Fuss. Tonurile energice nu au dispărut complet, menținându-se în piese precum „When You Were Young” sau „For Reasons Unknown”, însă, per total, albumul se apropie mai degrabă de stilul lui Bruce Springsteen (după cum au declarat de altfel chiar membrii trupei).

## Recenzii
În ciuda faptului că Brandon Flowers a caracterizat Sam's Town drept „unul dintre cele mai bune albume din ultimii douăzeci de ani”, părerile criticilor (ca și ale fanilor de altfel) au fost împărțite în privința sa. Nemulțumiții au mers până la a-l denumi „simulacrul unui album important”. În schimb, entuziaștii, chiar dacă nu împărtășeau caracterizarea lui Flowers, apreciau totuși Sam's Town drept un album foarte bun, mai bun chiar și decât Hot Fuss.

## Alte detalii despre piese
- Videoclipul piesei „When You Were Young” are două finaluri: unul în care personajul principal feminin se împacă cu soțul care o înșelase, și altul în care ea sare de pe o stâncă.
- Piesele bonus „Where the White Boys Dance”, „All the Pretty Faces” și „Daddy's Eyes” apar și pe albumul-compilație Sawdust, în variante reînregistrate.

## Poziții în topuri
- 1 (Marea Britanie, Noua Zeelandă, Irlanda)
- 2 (SUA, Australia)
- 5 (Germania)
- 6 (Austria)
- 9 (Elveția)
- 10 (Norvegia)